# Go-Murakami Tennō

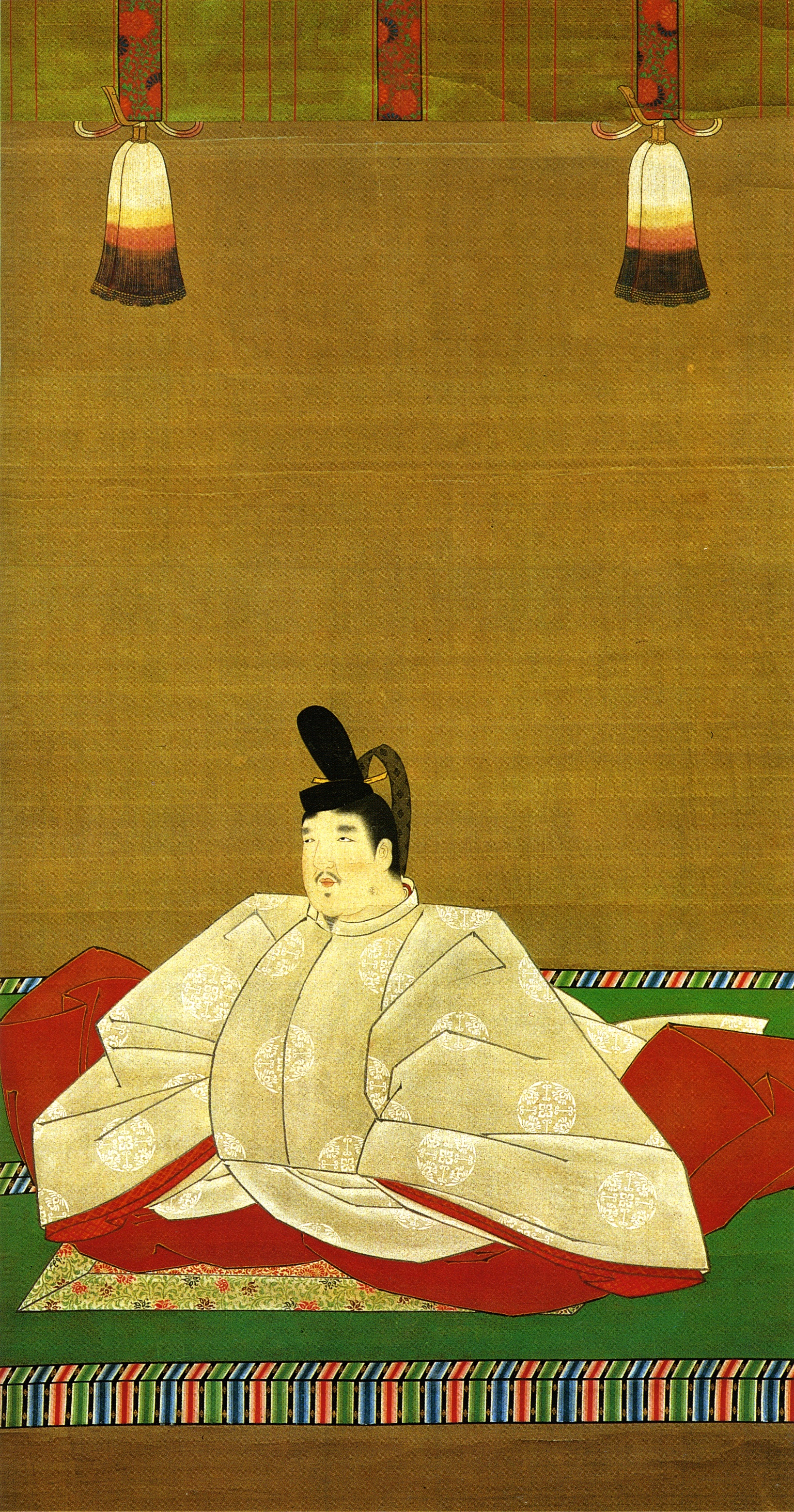
Emperador Go-Murakami.

Go-Murakami Tennō (後村上天皇?   1328-29 de marzo de 1368) fue el 97.º emperador de Japón, según el orden tradicional de sucesión, y segundo emperador de la Corte del Sur durante el período de las Cortes del Norte y del Sur. Reinó desde el 18 de septiembre de 1339 hasta el 29 de marzo de 1368. Antes de ser ascendido al «Trono de Crisantemo», su nombre personal (imina) era príncipe imperial Noriyoshi (義良親王 Noriyoshi-shinnō?).

## Genealogía
Fue el séptimo hijo del Emperador Go-Daigo.
- Emperatriz Consorte (kōgō): Fujiwara (nombre desconocido)
- Dama de la Corte: Fujiwara ?? (藤原勝子)

- Primer hijo: Príncipe Imperial Yutanari (寛成親王, futuro Emperador Chōkei)
- Segundo hijo: Príncipe Imperial Hironari (熙成親王, futuro Emperador Go-Kameyama)
- Quinto hijo: Príncipe Imperial ?? (泰成親王)

- Dama de la Corte: Minamoto ?? (源顕子)

- Primera hija: Princesa Imperial ?? (憲子内親王) Emperatriz Viuda ?? (新宣陽門院)

- Consorte: Hija de ¿Nakahara? ?? (中原師治)

- Tercer hijo: Príncipe Imperial Koreshige (惟成親王)

- Consorte: Hija de Ochi Ieshige (越智家栄)

- Cuarto hijo: Príncipe Imperial ?? (師成親王)
- Sexto hijo: Príncipe Imperial Yoshinari (良成親王)
- Séptimo hijo: Príncipe Imperial ??? (説成親王)

- Consorte: Desconocida

- Octavo hijo: Príncipe Imperial ?? (長成親王)

## Biografía
Vivió en un período turbulento en donde dos ramas de la Familia Imperial se disputaban el Trono de Crisantemo. Cuando su padre, el Emperador Go-Daigo, inició la Restauración Kenmu en 1333, el joven príncipe junto con Kitabatake Akiie, fueron a Tagajō, provincia de Mutsu (actual prefectura de Miyagi), con el fin de alinear a los samurái de la región este a que se unieran al Emperador y destruir los remanentes del destronado clan Hōjō, quien manipuló al recién destruido shogunato Kamakura.
Cuando Ashikaga Takauji se rebeló contra el Emperador en 1335, el Príncipe Imperial regresa a la capital con Kitabatake Chikafusa, padre de Akiie, con el fin de derrotar a Takauji. Cuando Takauji los derrotó en Kioto en 1336, huyen nuevamente a la provincia de Mutsu; pero en 1337, cuando fue atacada la provincia, tuvieron que regresar al oeste, a la localidad de Yoshino, en medio de constantes batallas. Nuevamente, en 1338, regresan a Tagajō; pero vuelven poco después a Yoshino, debido a una tormenta.
En 1339, el Príncipe Imperial Noriyoshi es nombrado príncipe heredero, y el 18 de septiembre del mismo año, a los 11 años, es nombrado el Emperador Go-Murakami, tras la abdicación de su padre.
La localidad de Yoshino fue atacada en 1348 por Kō no Moronao y el Emperador debió huir a la actual villa de Nishiyoshino en la prefectura de Nara, que en ese entonces era parte de la provincia de Yamato. Posteriormente en 1352, llega a Otokoyama, en la provincia de Yamashiro, y lanza la Batalla de Shichijō Ōmiya, donde recupera la ciudad de Kioto de manos de Ashikaga Yoshiakira; en ese momento los Emperadores de la Corte del Norte, el Emperador Kōgon, el Emperador Kōmyō y el Emperador Sukō fueron secuestrados y detenidos en Otokoyama. Un mes después, el Emperador Go-Murakami huye de Kioto tras un contraataque de los Ashikaga. Los emperadores estaban confinados en Otokoyama, pero escaparon a la provincia de Kawachi tras un ataque de Yoshiakira. La Corte del Sur tuvo que regresar a Yoshino, unos meses después.
En 1361, Hosokawa Kiyōji y Kusunoki Masanori, quienes se volvieron leales a la Corte del Sur, atacaron Kioto y recuperaron la ciudad temporalmente por 18 días, posteriormente Yoshiakira pudo recuperar la ciudad. Las fuerzas de la Corte del Sur intentaron recuperar a Kioto, pero el poder de la Corte estaba debilitándose y empeoró tras la repentina muerte del Emperador Go-Murakami en 1368, a los 40 años. El trono de la Corte del Sur tuvo que trasladarse a Sumiyoshi, ya que aún los Ashikaga mantenían el poder en el país.

## Kugyō
- Sesshō:
- Daijō Daijin
- Sadaijin:
- Udaijin:
- Nadaijin:
- Dainagon:

## Eras
Eras de la Corte del Sur
- Engen (1336 – 1340)
- Kōkoku (1340 – 1346)
- Shōhei (1346 – 1370)

Eras de la Corte del Norte
- Ryakuō (1338 – 1342)
- Kōei (1342 – 1345)
- Jōwa (1345 – 1350)
- Kan'ō (1350 – 1352)
- Bunna (1352 – 1356)
- Kōan (segunda) (1361 – 1362)
- Jōji (1362 – 1368)
- Ōan (1368 – 1375)